# Xã Cooper, Quận Montour, Pennsylvania
Xã Cooper (tiếng Anh: Cooper Township) là một xã thuộc quận Montour, tiểu bang Pennsylvania, Hoa Kỳ. Năm 2010, dân số của xã này là 932 người.